# 兵法大祖武州玄信公伝来
『兵法大祖武州玄信公伝来』（へいほうたいそぶしゅうげんしんこうでんらい）は、立花峯均による宮本武蔵の伝記。

## 概要
本書は奥書によれば、享保12年（1727年）5月19日の日付があり、この頃に執筆されたと考えられる。著者の立花峯均は、筑前二天流（二天一流）第5代、筑前福岡藩黒田家の家臣であったが、執筆当時は丹治峯均入道廓厳と号し、隠棲していた。
本書の内容は、武蔵の生まれにはじまり、肥後国で死ぬまでの、さまざまな逸話集である。中には本書独自の逸話もある。ただ、新当流の有馬喜兵衛や巌流島での佐々木小次郎との決闘、京都での吉岡一門との対戦などをはじめとして、収録された記事には、「新免武蔵玄信二天居士碑」（小倉碑文）（1654年）と対照すれば、かなり伝説物語が成長した跡がうかがえる。また、千利休の真伝とされた『南方録』が、近年の研究で峯均の兄・立花実山らの茶道理論を利休に仮託した偽作であることが明らかになった。そのことから、この『南方録』の編集にも関わっていた峯均が著した『兵法大祖武州玄信公伝来』に対する信用性を疑問視する研究者も多い。
この宮本武蔵の伝記は、早い時期の伝記である。同時期の武蔵伝記には、肥後の『武公伝』がある。両者は記事内容にかなりの相違があり、宮本武蔵の没後80数年たって現れた伝記なので、どちらも伝説色の濃厚な話が多い。
本書には、武蔵伝記の他に「追加」として二祖・寺尾孫之允信正、三祖・柴任三左衛門美矩、四祖・吉田太郎右衛門実連の略伝、それに加えて、「自記」として著者・兵法第五代、立花峯均の自伝が附録されている。本書は、宮本武蔵の伝記とその後の五代目・立花峯均の自伝までを含むので、筑前二天流伝来記とでもいうべき内容のものである。本書の構成上、文書名称はやはり、『兵法大祖武州玄信公伝来』であり、「追加」と「自記」は本書の附録文書である。
自筆本である原本は現存しない。写本は福岡市総合図書館本・外題『武州伝来記』と熊本の島田美術館本・外題『兵法大祖武州玄信公伝来』が確認されている。 宮本武蔵遺蹟顕彰会編纂による『宮本武蔵』（通称「顕彰会本」、明治42年（1909年））において『丹治峯均筆記』として紹介されて以来、それが通称となり、『丹治峯均筆記』の名で諸書に引用されてきた。 
『兵法大祖武州玄信公伝来』の文書名に対して 『武州伝来記』の書名が正しいと主張する研究者もいるが、それに対する反論もある。